# Necmettin Erbakan
Necmettin Erbakan (Sinop, 1926. október 29. – Ankara, 2011. február 27.) mérnöki végzettségű török politikus. 1996-tól 1997-ig Törökország miniszterelnöke volt. A Boldogság Párt vezetője, hodzsa, azaz vallási tanító is. A Milli Görüş (Nemzeti vízió) elnevezésű vallási-politikai irányzat fő ideológusa. Ő volt Törökország első iszlamista miniszterelnöke; a hadsereg mondatta le.